# Örnsberg

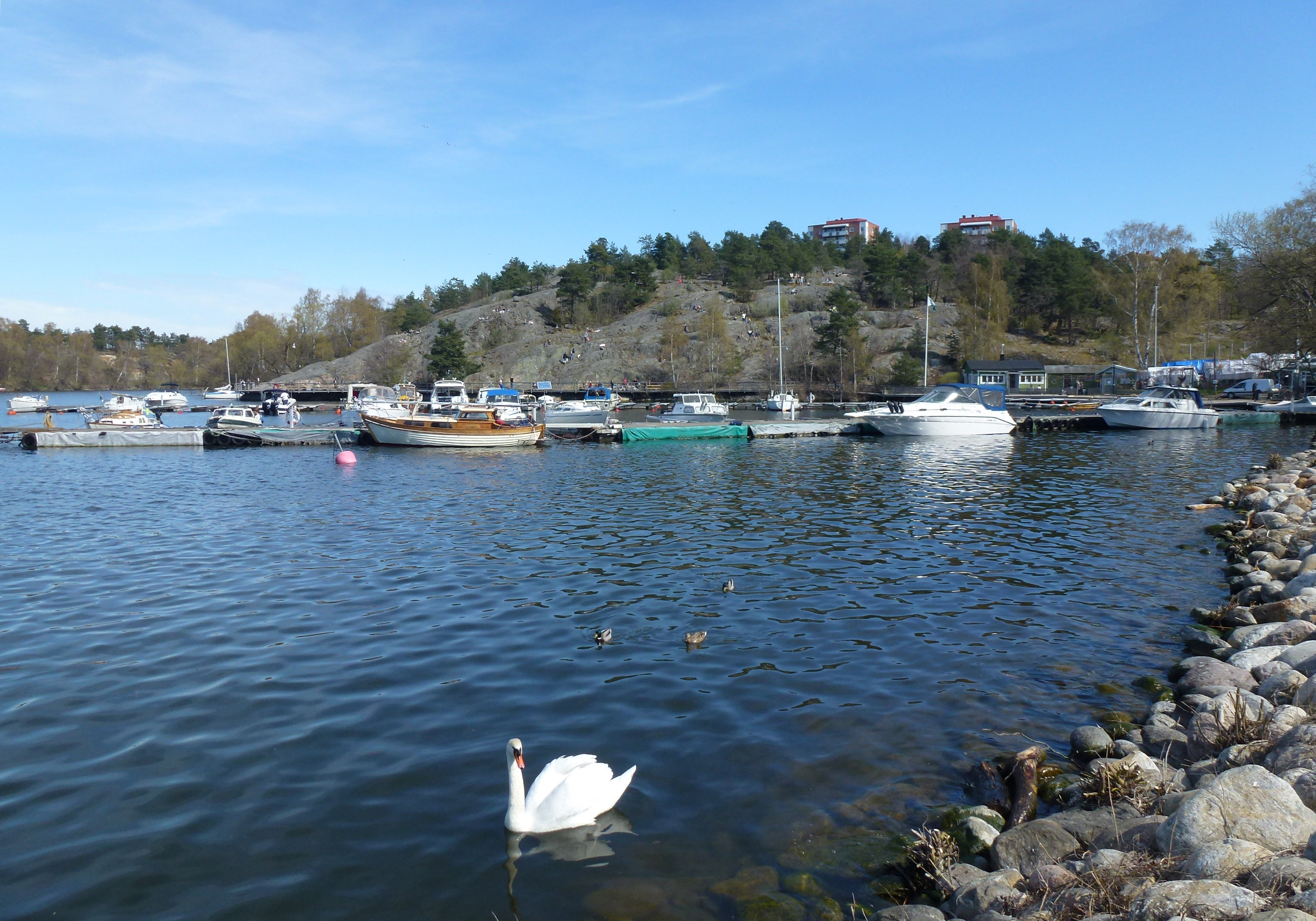
Örnberget sett från Hägerstenshamnen.

Örnsberg är ett informellt område omfattande västra delen av stadsdelen Aspudden och östra delen av stadsdelen Hägersten i Stockholms kommun.

## Historik

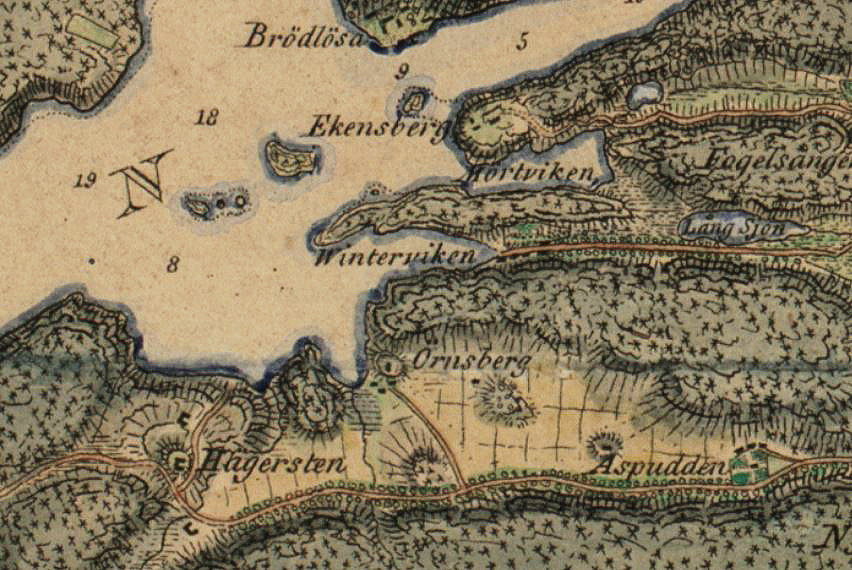
Hägersten, Örnsberg, Aspudden 1817.

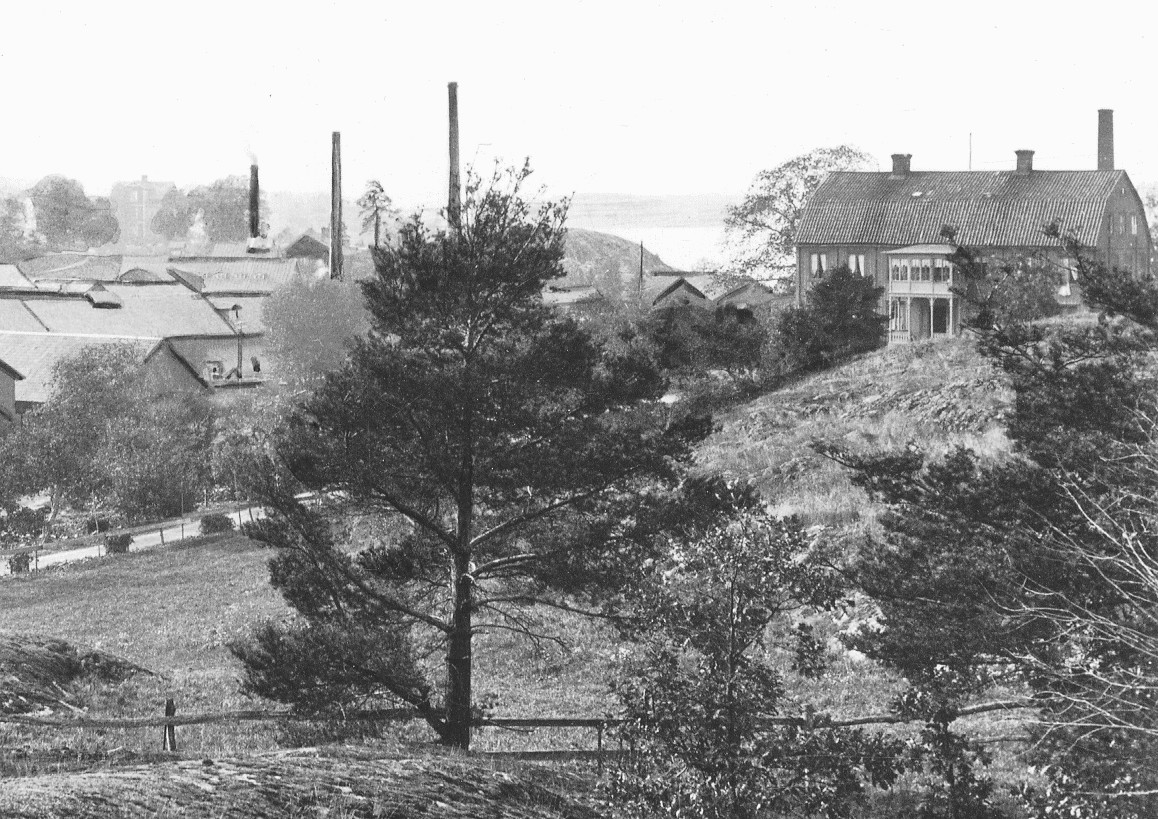
Örnsbergs gård 1905.

Örnsberg har fått sitt namn efter ett torp som låg vid Örnsbergsviken (nuvarande Hägerstenshamnen). Huset brann ner på 1920-talet i en större eldsvåda som förstörde tegelbrukets byggnader och flera hus i området. Torpet hade sitt namn efter den första ägaren, Nils Öhrn, som förvärvade det år 1740. På ett fotografi från 1905 syns gården som låg längst in i Örnsbergsviken, ungefär där Örnsbergs båtklubb ligger idag.
I slutet av 1800-talet etablerade Olsson & Rosenlunds AB sin verksamhet mellan Örnsberg och Hägersten och anlade sågverk, snickeri, tegelbruk, varv samt bostäder för sina arbetare. Lertäkten för tegelbruket låg mellan dagens Örnsberg och Axelsberg, än idag syns fortfarande en sänka i marknivån.
Eftersom området är informellt har det inga officiellt fastställda gränser, men det brukar avse det område som betjänas av tunnelbanestationen Örnsberg. Stationen trafikeras av tunnelbanans röda linje och ligger mellan stationerna Aspudden och Axelsberg. Avståndet från station Slussen är 5,6 kilometer. Stationen invigdes den 5 april 1964 och har en plattform utomhus med entré från östra änden vid Örnsbergsvägen.
Mellan Vinterviken och Hägerstenshamnen reser sig Örnberget vars topp ligger 31 meter över Mälaren. På berget finns bänkar och grillplatser. Härifrån har besökaren en vidsträckt utsikt över Mälaren och Klubbfjärden. Nedanför berget ligger Örnbergsbadet och en promenadbrygga som sammanlänkar Hägerstenshamnen med Vinterviken.

## Panorama från Örnberget

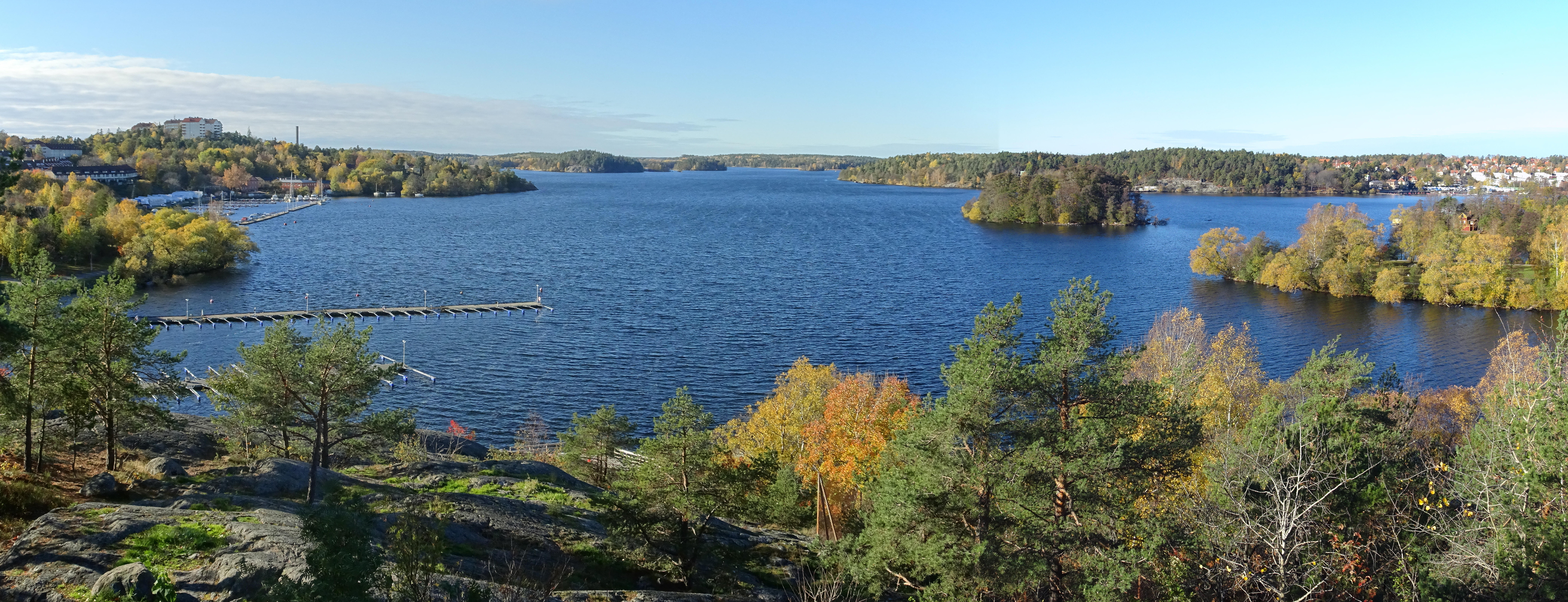
Utsikt från Örnberget över Mälaren mot väster, oktober 2018.

## Ny bebyggelse
I slutet av 2000-talet projekterades en omfattande utbyggnad av bebyggelsen i Örnsberg. I kvarteret Plomben, strax väster om tunnelbanestationen byggdes 340 lägenheter. Den första etappen stod klar 2009. Stationen, som för närvarande ligger i ett öppet schakt, kommer möjligen att däckas över med bostadsbebyggelse med fasader mot Hägerstensvägen. 

## Bilder

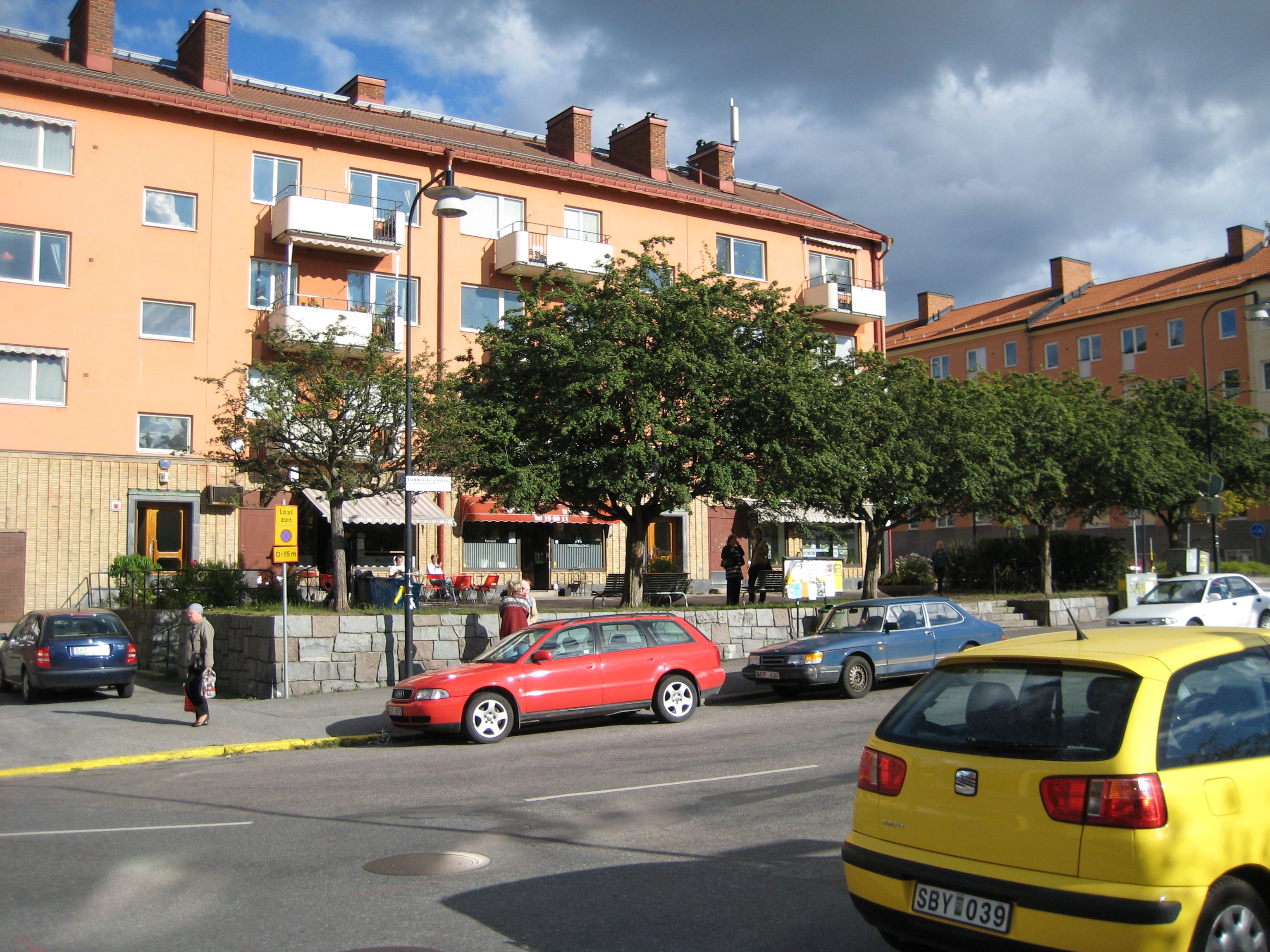
Uteservering på Fågeltorget
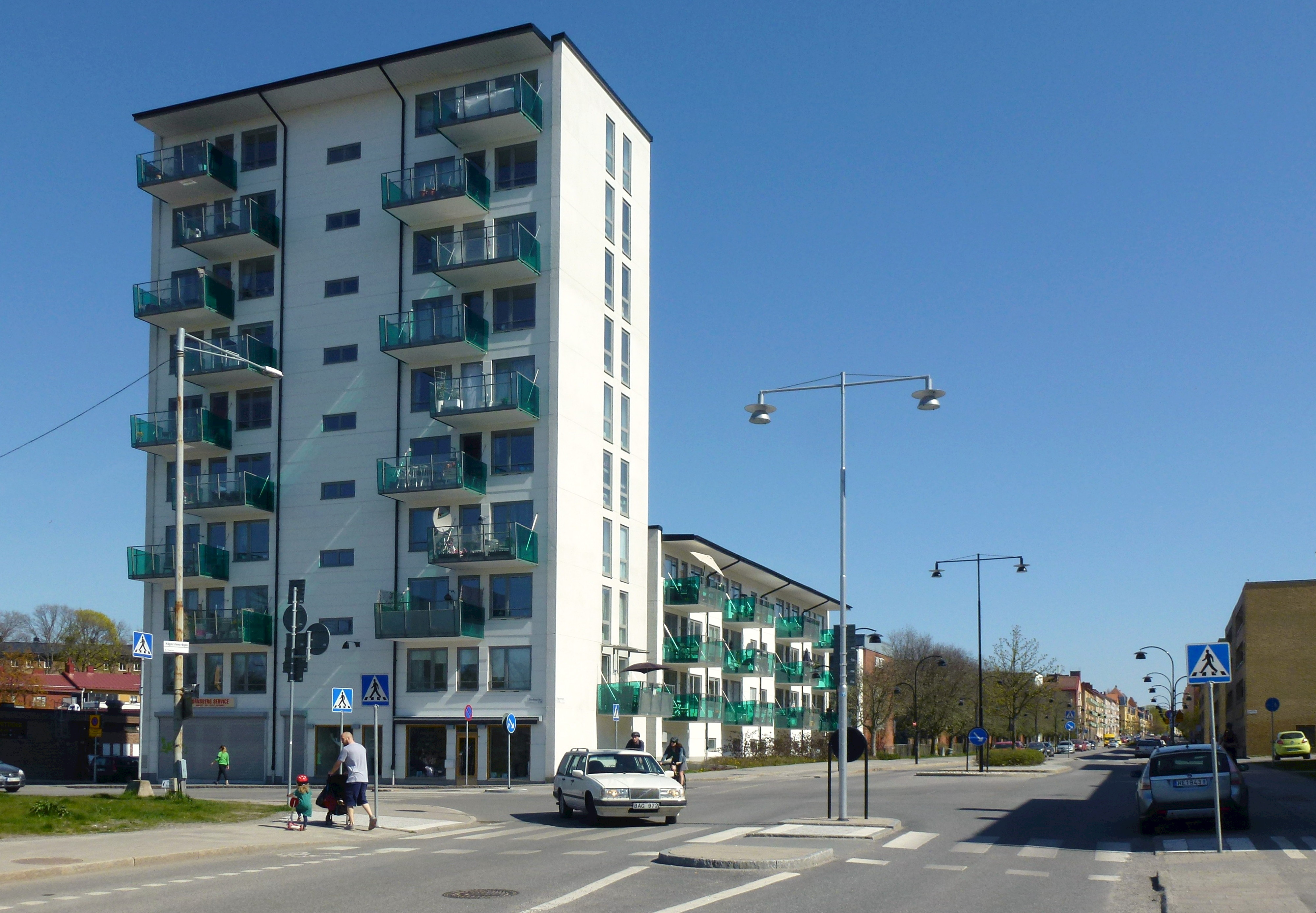
Hägerstensvägen med Örnsbergs nya bostadshus.
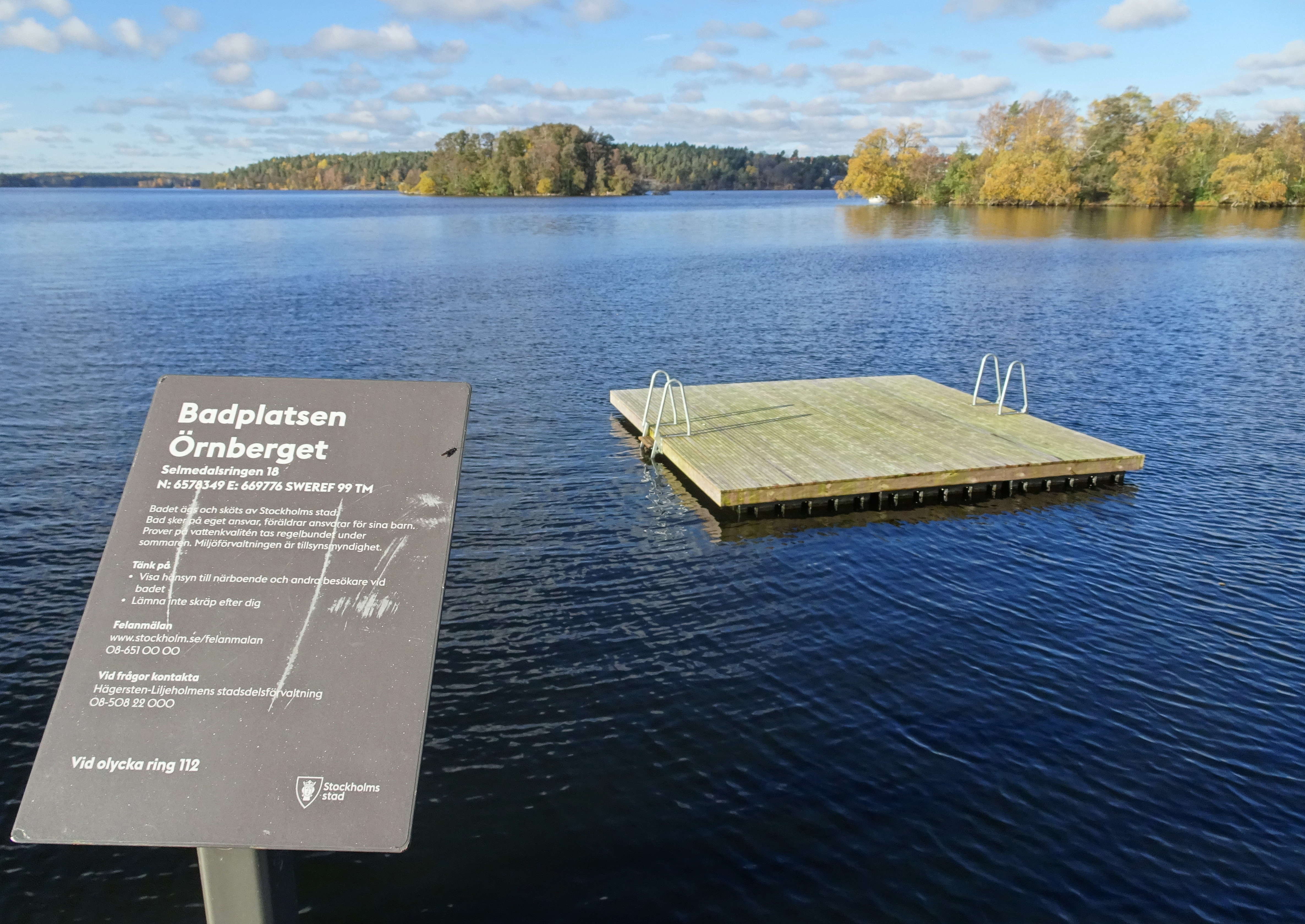
Örnbergsbadet.
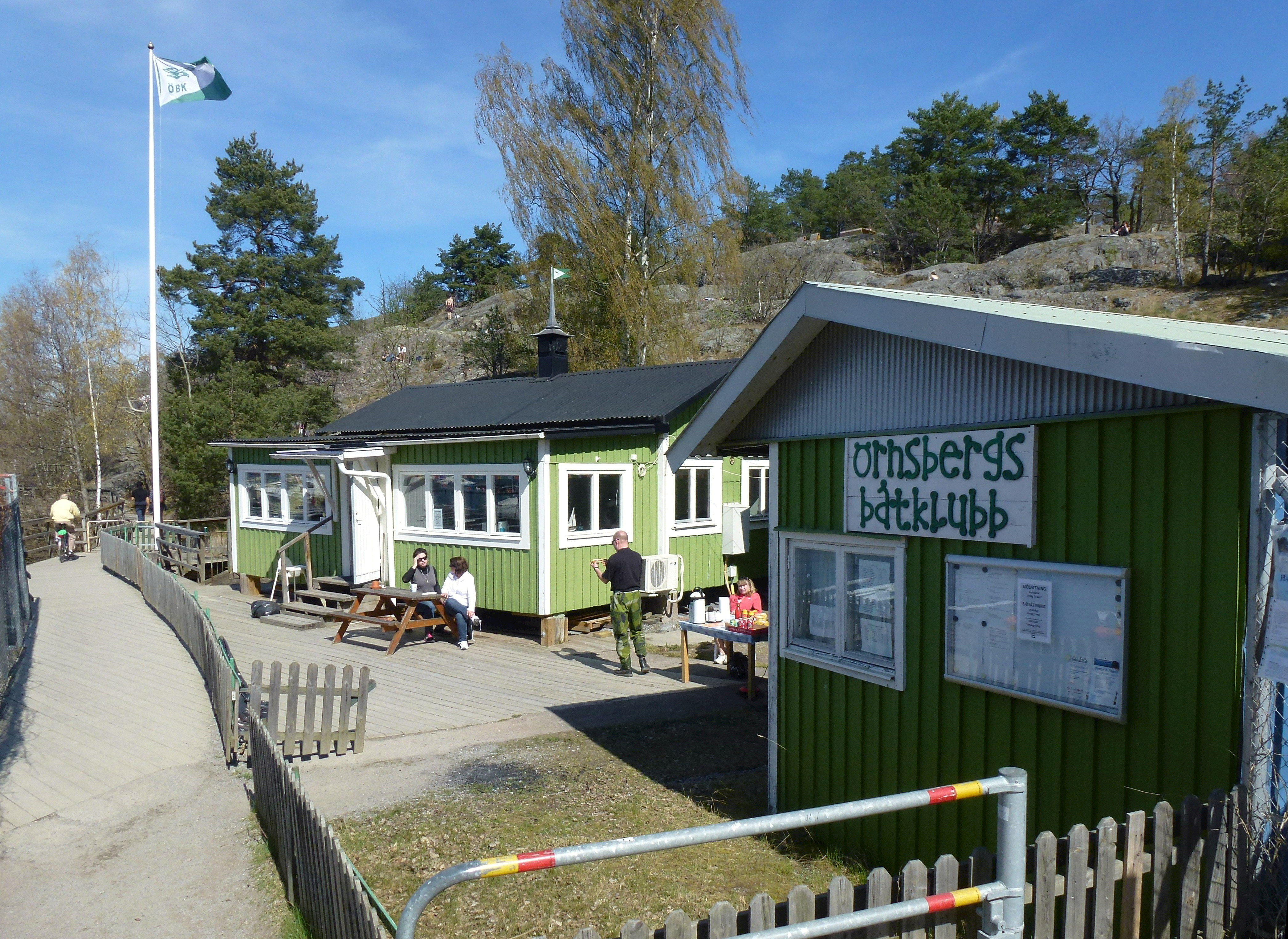
Örnsbergs båtklubb ligger nedanför Örnberget.
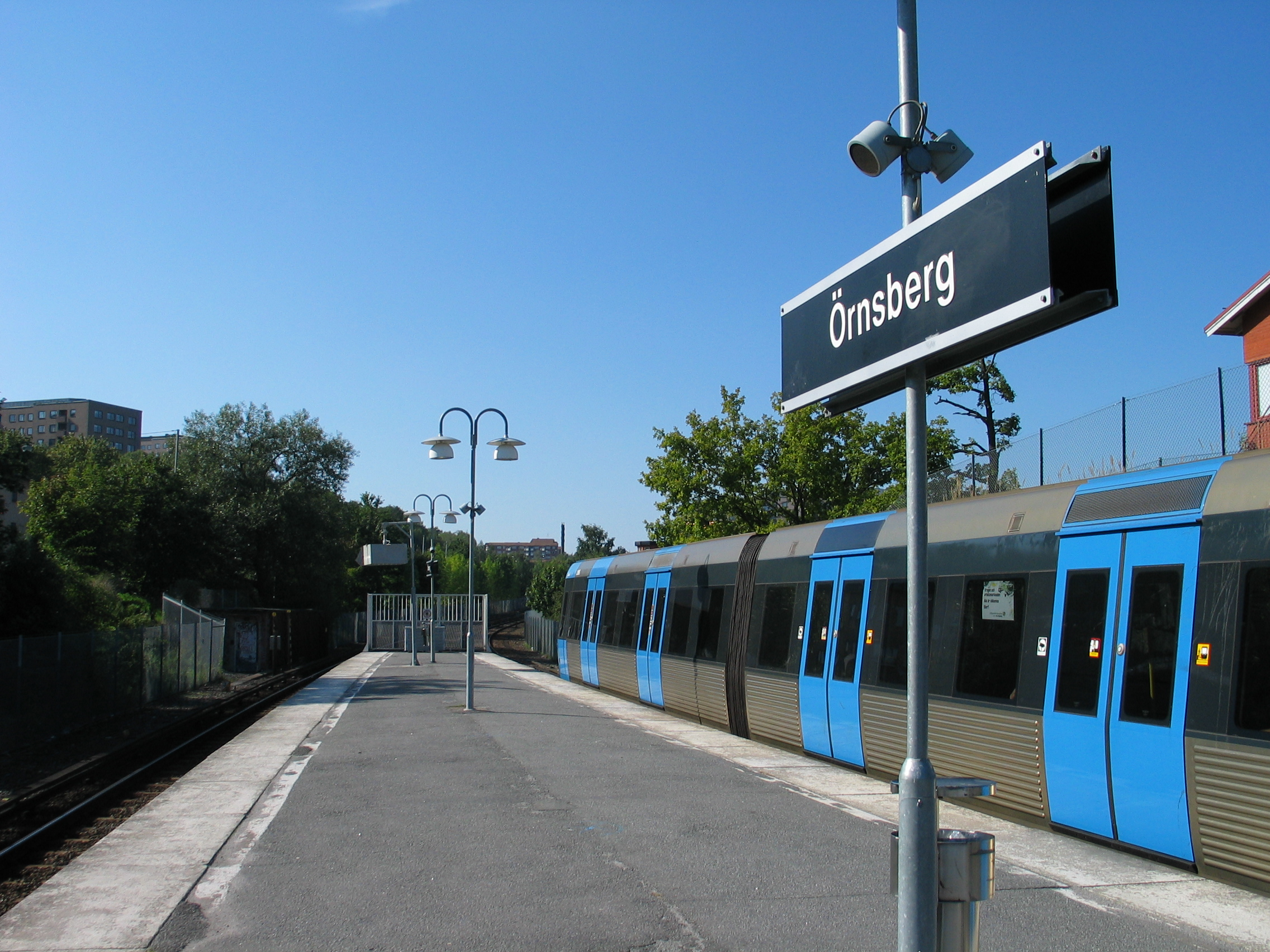
Örnsbergs tunnelbanestation.